# Cottea
Cottea je monotipski biljni rod iz porodice trava rasprostranjen po Sjevernoj i Južnoj Americi. Jedina vrsta je trajnica C. pappophoroides.
Naraste u vis do 28 inča, nešto preko 71 cm. Sjemenka je tipa kariopsis, suhi jednosjemeni plod sa stijenkom jajnika spojenom sa sjemenom ovojnicom, karakteristično za trave.

## Vanjske poveznice
- Flora of North America